# Pru
Pour les articles homonymes, voir Pru (homonymie).
Le district de Pru est un district de la région du Brong Ahafo au Ghana, en Afrique de l'Ouest. Son chef-lieu est Yeji.

## Géographie
Le district de Pru se situe dans le centre-est de la région de Brong Ahafo. Yeji, le chef-lieu, se trouve à 310 km à l'est de Sunyani, capitale du Bring Ahafo. 
Le district s'insère entre les latitudes 7° 50′ et 8° 22′ nord et les longitudes 0° 30′ et 1° 26′ ouest. Il s'étend sur la rive ouest du lac Volta à l'embouchure de la rivière Pru. Il est borné par les districts de Gonja est (région du Nord) au nord sur l'autre rive du lac Volta, ainsi qu'au nord-ouest, Sene Ouest à l'est, Atebubu-Amantin et Nkoranza au sud, ainsi que Kintampo Sud et Kintampo à l'ouest. 
Le territoire couvre une superficie de 3 221 km2. Le relief est généralement avec quelques ondulations. L'altitude se trouve entre 60 et 300 mètres.
Le climat est tropical continental ou de savane avec une température annuelle moyenne autour de 27 °C, avec des cas extrêmes à 40 °C. Les pluies annuelles varient entre 800 mm et 1 400 mm, suivcant deux saisons des pluies, la première commençant en juin, l'autre en septembre. 

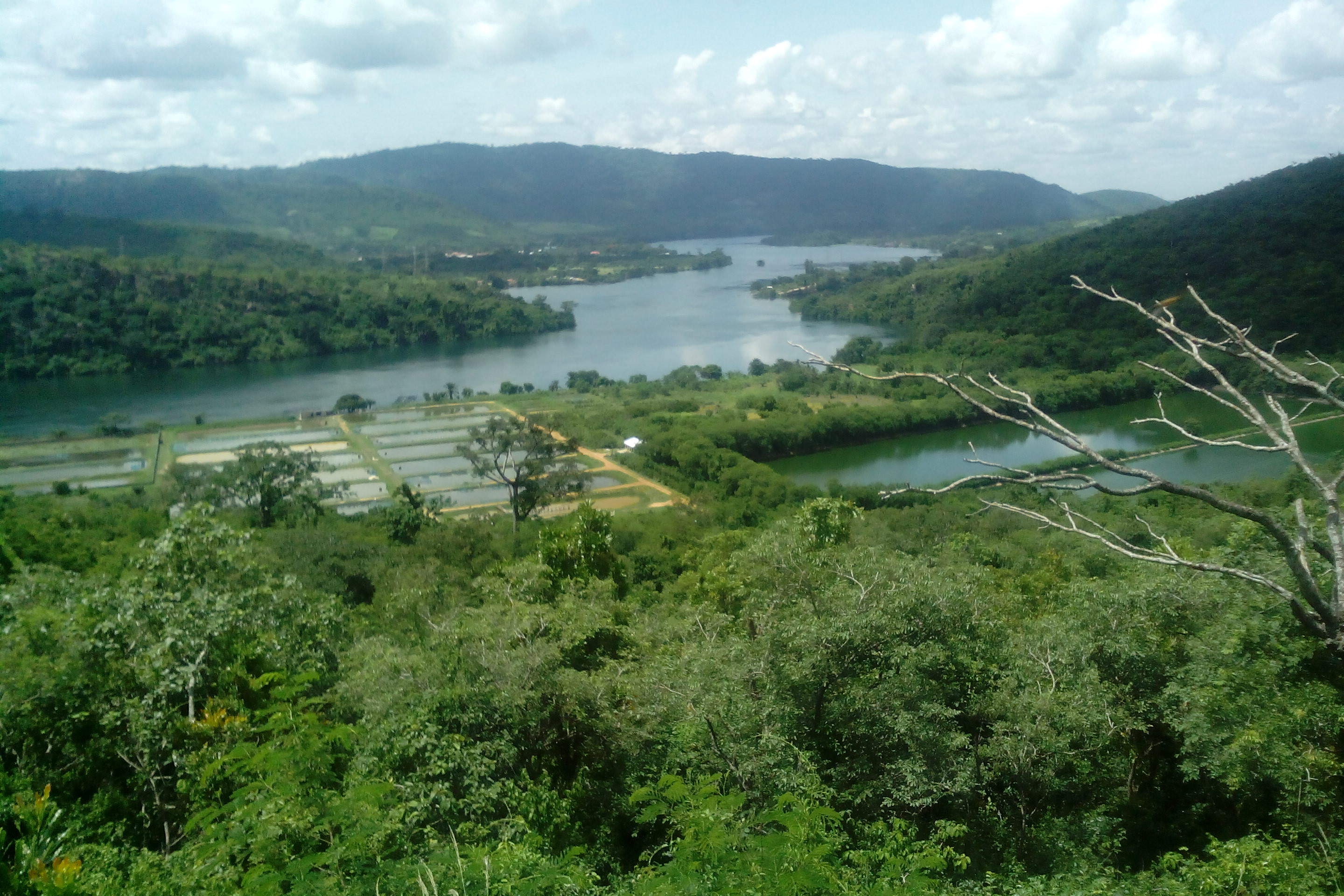
Méandres du lac Volta

Le territoire fait partie du bassin du lac Volta. La rivière Pru, tributaire du lac Volta, arrose la partie nord du district. Le lent débit de  la rivière amène le dépôt alluvionnaire dans le lit et sur les barges. Les berges forment des basses terres près de Blenkente et Vutideke. La plus grande île sur le lac Volta est l'île Accra-Town. Les autres cours d'eau sont principalement : Kpantwi, Gyebresi, Bonfra, Malakepo, Tanfi, Bumfari, Wansan, Pranbon, Bolepoase, Wotrewotre, Sele, Kefoose, Kalekya, Pre et Nyelase. La rivière Wansan comporte une chute d'intérêt. Le drainage, principalement dendritique, se fait bien[C'est-à-dire ?]. 

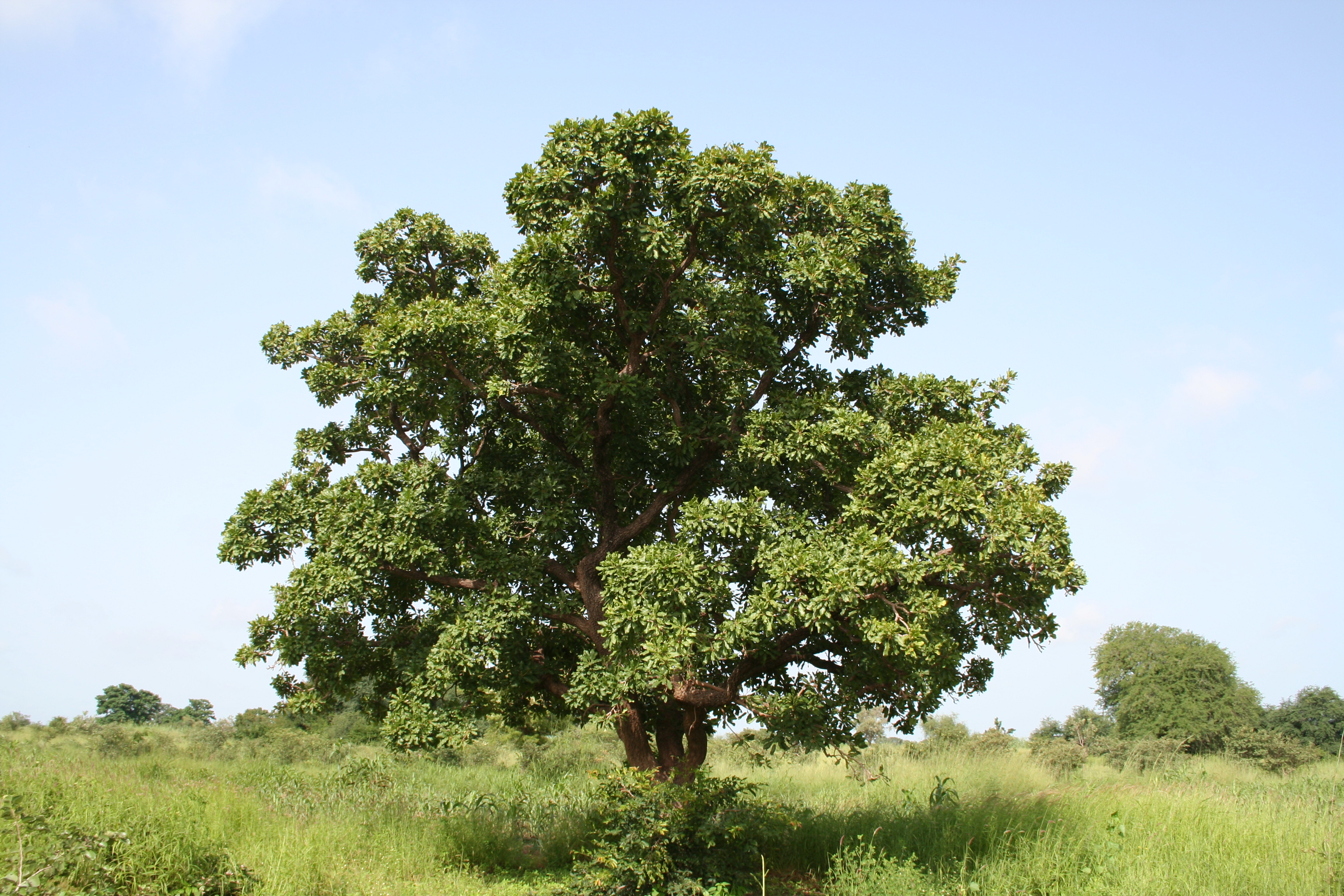
Karité

La nature alluvionnaire des sols les rend propices aux cultures. La végétation est caractéristique d'une zone de savane en transition. Les herbes, pouvant atteindre plus de trois mètres, poussent en touffes. Les principaux arbres présents incluent le baobab, le dawadawa, l'acacia, le karité et l'acajou des Antilles. 
Les grottes de Benim abrite les chauves-souris Rosina.

## Urbanisme
Les principales villes du district sont Yeji, Bakamba, Prang, Akokoa, Nyomoase, Parembo-Sawaba, Dama-Nkwanta, Komfourkrom, Abease, Zabrama, Kamampa et Cherembo. Les petites collectivités locales comprennent notamment Abua, Adjaraja-Beposo, Chokolombo, Kajai, Kunkunde, Tigamgam et Zabrama. Plus de la moitié (50,7 %) du stock de logements se trouvent dans des bâtiments d'usage mixte, plus du tiers (35,1 %) sont des maisons unifamiliales et 4,2 % sont des maisons semi-détachées.

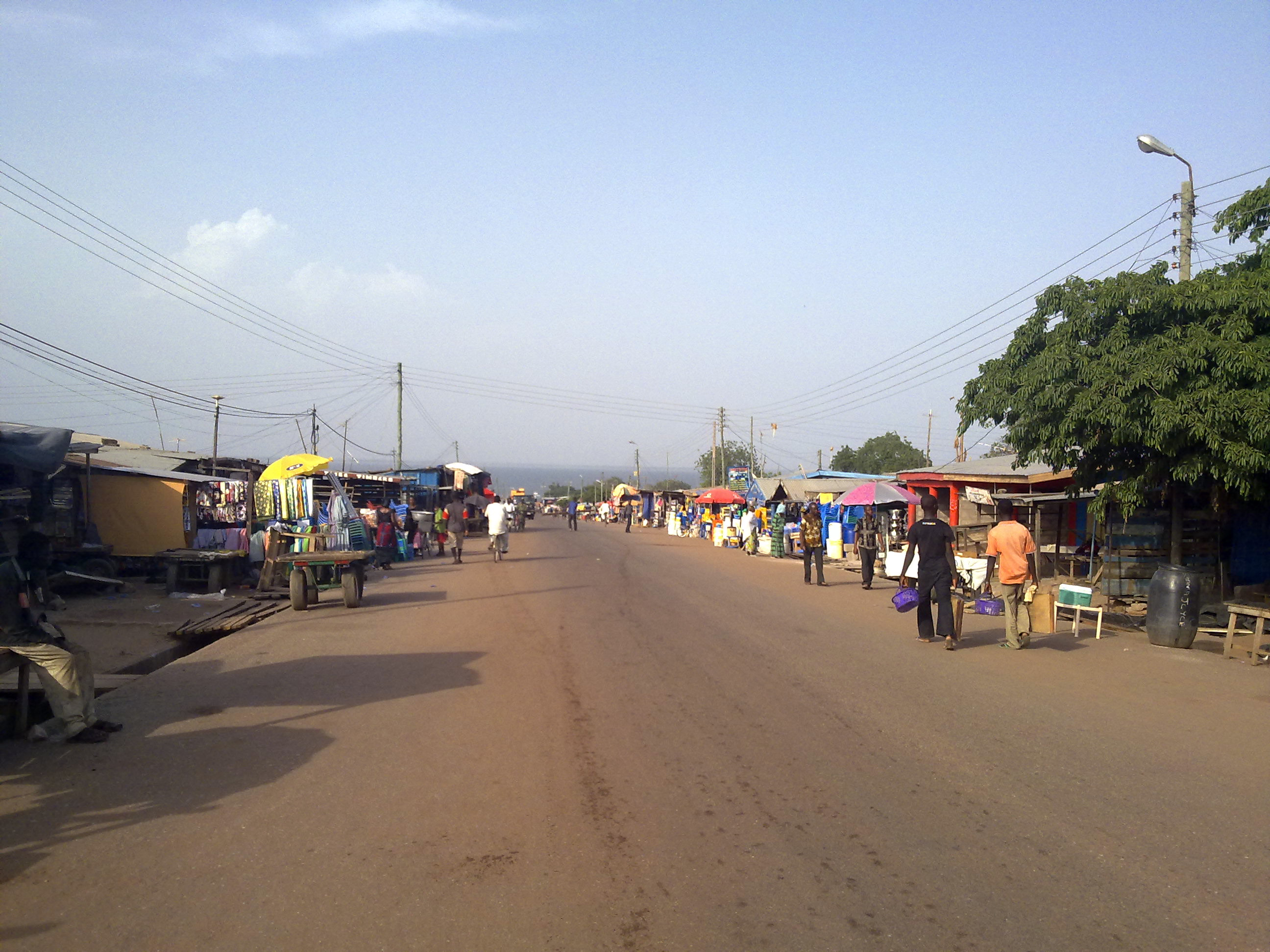
Rue principale de Yeji

La ville de Yeji est reliée à la ville de Makango dans le district de Gonja est sur la rive opposée du lac Volta par un traversier de la Volta Lake Transport Company. Le navire Akosombo Queen relie Yeji aux différents ports sur le lac Volta entre Buipe au nord-ouest et Akosombo au sud-est. De petits bateaux et canots sont également utilis comme moyen de transport sur le lec. Le réseau routier compte une longueur de 480 mm. Une route nationale, longue de 68 mm, relie le district d'Atebubu Amantin au sud à la ville de Prang, située en amont de l'estuaire de la Pru, à Parambo et Yeji, plus au nord. Une route régionale relie, dans l'axe est-ouest, Prang à Abebase New Town, Komfourkrom, Zabrama et le district de Kintampo Sud à l'ouest.

## Histoire
La population régionale descendrait de Guans quittant au XVe siècle leur région d'origine aux environs de Larteh Akuapem (en) pour éviter l'esclavage. 
Le district de Pru est créé par décret présidentiel en 2004 à partir du district d’Atebubu-Amatin. Il tire son nom de celui de la rivière Pru.

## Politique
L'autorité politique et administrative à l'échelon du district est l'Assemblée de district. Celle-ci compte 40 membres dont 25 élus et 15 personnes nommées par le gouvernement du Ghana (en). L'Assemblée de district est présidée par un chef de district, lequel est également responsable de l'administration publique du district. La représentation électorale à l'Assemblée de district s'appuie sur le découpage de six conseils ruraux (Kadue, Abease, Konkoma, Labun, Adjaraja/Beposo et Cherepo/Ayimaye), deux conseils de ville (town) (Prang et Parambo-Sawaba) et un conseil urbain (Yeji). Le district de Pru se divise en 25 quartiers électoraux qui sont : Jindinbisa, VRA, Yeji Central, Cherepo/Anyimaye, Prang South, Prang East, Sawaba East, Parambo, Yeji (ville), Conseil traditionnel, Kojo Boffour, Prang North, Prang West, Parambo/Zongo, Sawaba West, Krokoban, Kadue, Ankrakuka, Abease/Komfofrom, Benim, Sabrama, Ajaraja, Labun, Dama Nkwanta et Cheremo.
La population du district de Pru est représentée au Parlement par deux députés, soit ceux des circonscriptions (en) de Pru East et de Pru West.

## Démographie
La population est de 129 248 habitants au Recensement du Ghana de 2010,, pour une densité de 39,8 hab./km2. La population était estimée à 72 648 habitants en 2004. En 2010, la population vit dans  22 579 logements, soit une moyenne de 5,6 personnes par ménage. Les ménages comptant une seule famille représentent 31,7 % de l'ensemble des ménages. 
La population demeure largement rurale (63,1 %) et très jeune (44,5 % ont moins de 15 ans et 7,1 % ont 65 ans et plus),. Le taux de natalité est de 23,1 ‰ et le taux de mortalité de 2,7 ‰. 
Près des trois quarts (73,3 %) de la population sont nés dans le district alors que 5,2 % sont nés dans un autre district de la région de Brong Ahafo, 8,2 % de la région du Nord et 4,6 % de la région de la Volta. Les personnes nées à l'extérieur du Ghana représentent 1,5 % de la population.
La langue la plus parlée est le twi, variante de l'akan, suivie par l'ewe, le ga, le gonja, le nchumuru.

## Économie
En raison de la population très jeune, le ratio de dépendance est élevé, soit 92,0 %. Le taux d'activité est de 71,7 % alors que le taux de chômage est de 2,4 %. Le secteur primaire (agriculture, pêches et foresterie) emploie 66 % de la main-d'œuvre occupée, l'artisanat 14,1 %, le commerce et les services 11,7 % et l'administration et services professionnels et techniques 4,3 %. L'agriculture demeure de moins le secteur le plus important de l'économie régionale, 61,8 % des ménages étant dans ce secteur d'activité, essentiellement dans les cultures (92,3 % des ménages agricoles). Yeji, du fait de sa position sur le lac Volta, est le centre le plus important du Ghana pour ce qui est de la capture et de la production de poisson d'eau douce fumé ou séché. La très large part (95,1 %) de l'emploi se trouve dans des activités informelles et une part de 4,5 % dans le secteur public.
Le taux d'accès aux télécommunications demeure faible, soit 20 % des personnes de 12 ans et plus disposant de la téléphonie mobile et 0,5 % des ménages ayant Internet.  
Les sources d'énergie pour l'éclairage domestique sont l'électricité pour 38,5 % des logements, la lampe torche à 33,0 % et la lampe au kérosène à 27,1 %.  
Le bois est le moyen utilisé pour la cuisson pour deux tiers (64,8 %) des ménages, très largement utilisé en milieu rural (87,4 %), nettement moindre en milieu urbain (29,3 %).  
Un tiers de la population s'approvisionne encore en eau directement dans les cours d'eau.  
Le quart (26,1 %) des logements dispose de toilettes privées séparées, le quart (26,1 %) des ménages utilisent des toilettes partagées dans l'immeuble et le tiers (33,5 %) ont recours aux toilettes publiques.  
Seulement 3,9 % des logements sont desservis par un service d'enlèvement des ordures.  
Le district compte trois banques principales, soit la Ghana Commercial Bank (en) ainsi que Yapra et Amantin-Kasei. 

## Culture
Les Nchumurus constituent le peuple autochtone de Pru. Les principaux groupes ethniques sont les Mamprusis, Konkonbas, Dagmnbas, Gonjas, Dagaabas, Frafras, Kusasis (en), Moshis, Ewes, Gas et Akans. Les quatre groupes traditionnels principaux sont Yeji, Prang, Konkoma et Abease.

## Société
Le réseau scolaire compte cinq écoles secondaires et 87 écoles primaires dans le district de Pru. Quelque 33 300 enfants fréquentent la maternelle ou l'école primaire et 12 600 enfants l'école secondaire. Le taux de littératie est de 50,4 %, davantage chez les hommes (56,8 %) que chez les femmes (43,2 %).  
Le district compte un hôpital général et deux centres de santé. Les personnes ayant un handicap sous une forme ou une autre représentent 1,5 % de la population totale.  
Une proportion de 3,5 % de la population a une citoyenneté non ghanéenne. Les chrétiens constituent près de la moitié (47,6 %) de la population, soit 19,7 % de pentecôtistes-charismatiques, 14,4 % de protestants et 13,5 % de catholiques. Les musulmans forment 21,7 % de la population, les traditionalistes 12,6 % et les personnes sans confession 11,2 %. 